# Lâu đài Turégano

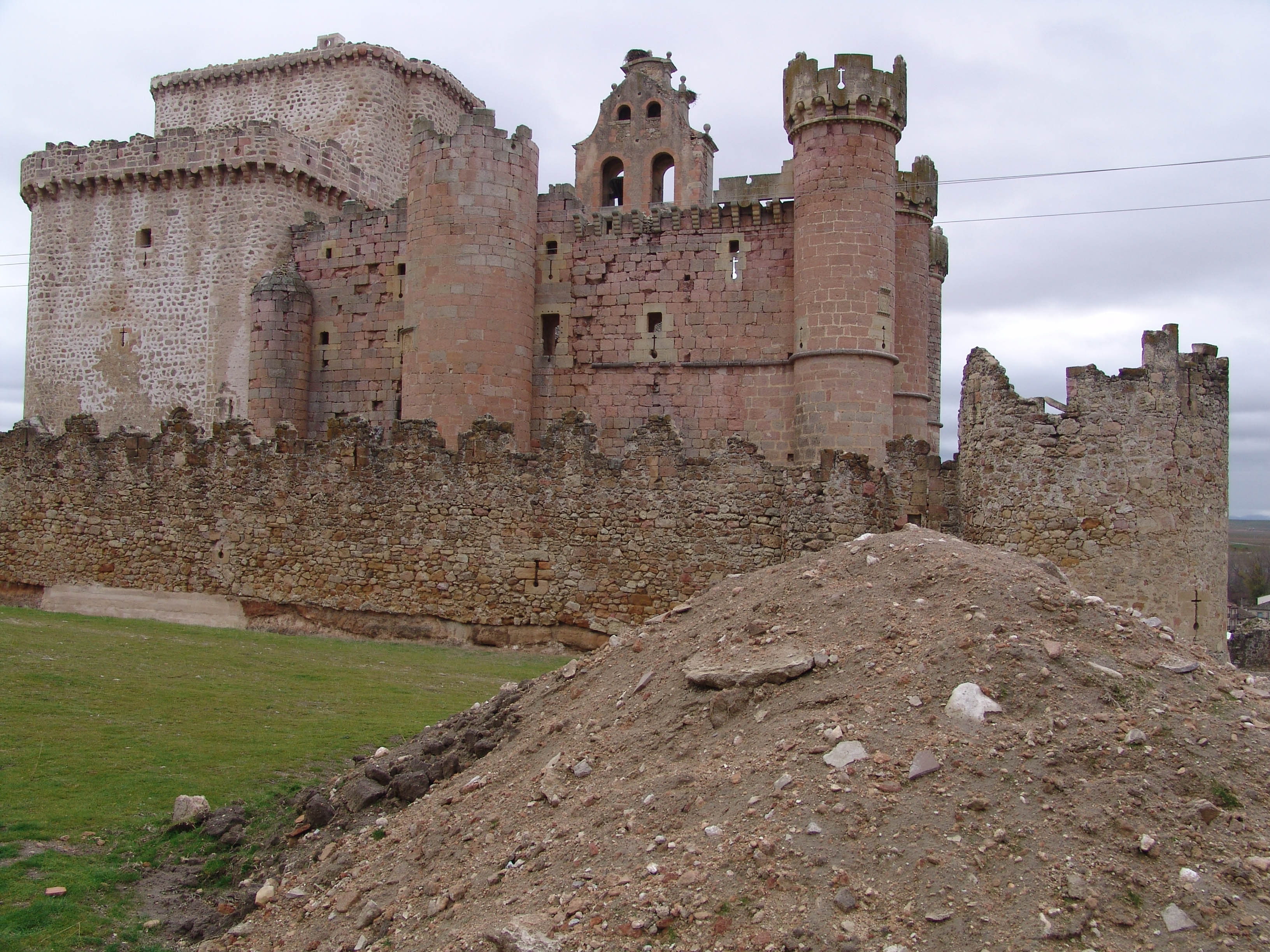
Lâu đài Turégano.

Lâu đài Turégano (tiếng Tây Ban Nha: Castillo de Turégano) là một pháo đài cổ ở thị xã Turégano thuộc tỉnh Segovia, Tây Ban Nha. Tòa lâu đài đã được thiết lập ở trên khu đất của một pháo đài khác. Cấu trúc của nó đồng bộ với nhà thờ bên cạnh San Miguel.
Trong các sự kiện lịch sử đáng nhớ xảy ra ở đây có sự kiện năm 1585, khi tòa lâu đài được sử dụng để làm nhà tù nhốt Antonio Pérez, một bộ trưởng của vua Phillip II. Nỗ lực giải thoát ông khỏi nhà ngục đã thất bại dù họ đã vào được bên trong lâu đài. 

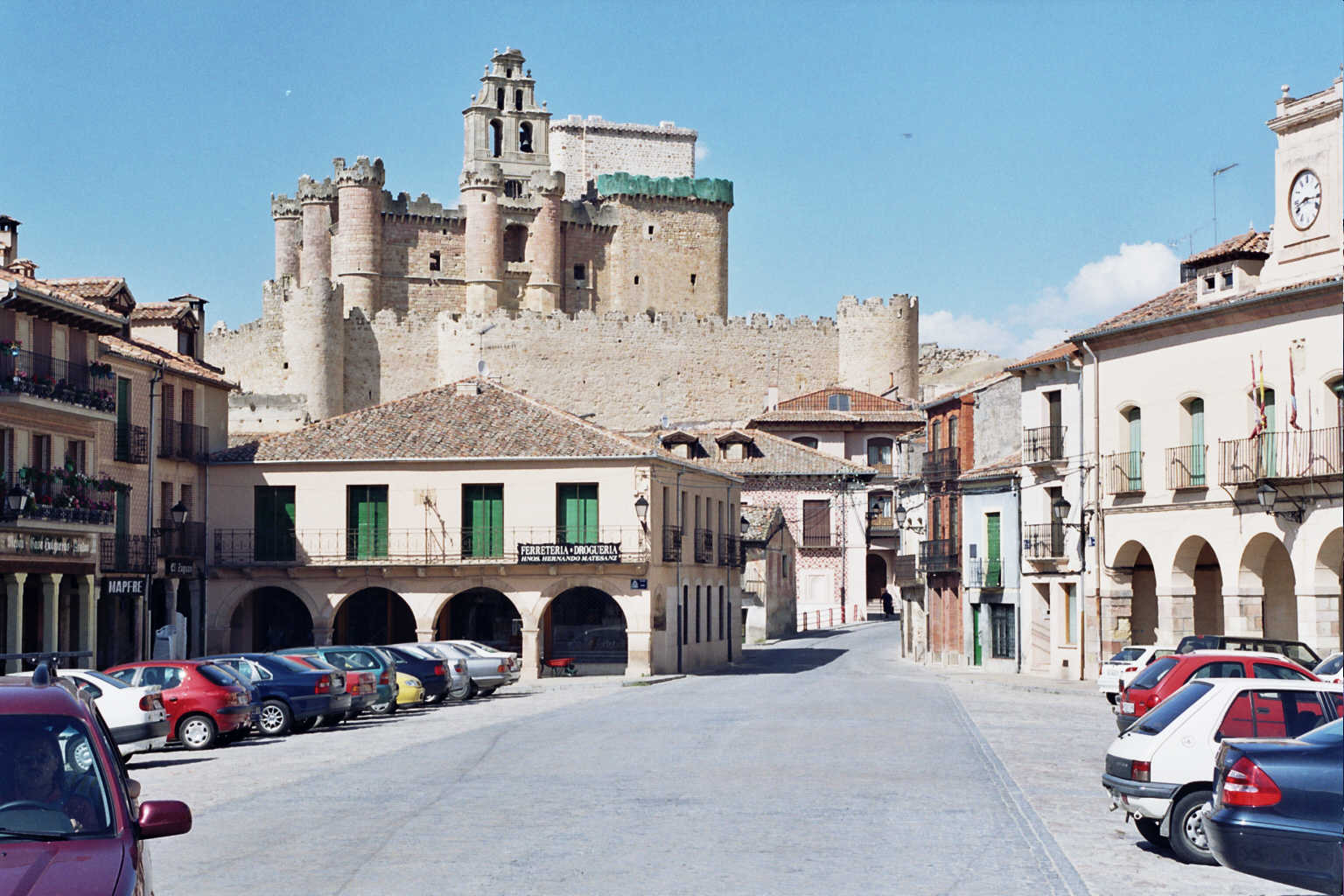
Plaza Mayor của Turégano và tòa lâu đài.

Năm 1931, lâu đài này đã được công bố là di tích lịch sử nghệ thuật của Tây Ban Nha. 